# Осада Орешка (1611—1612)
Осада Орешка — восьмимесячная осада крепости Орешек шведами во время русско-шведской войны 1609—1617 годов.

## Предыстория
К концу 1611 года шведы, воспользовавшись тяжёлым положением России в связи с польско-литовской интервенцией, под предлогом «помощи» захватили большую часть Новгородской земли с крепостями Корелой, Ямом, Ивангородом. После взятия Новгорода в нём стоял наёмный иноземный корпус под командованием Якоба Делагарди.
Первая попытка взять Орешек в этом конфликте произошла в феврале 1611 года, когда Делагарди приказал штурмовать крепость, взорвав петардами двое передних ворот. Однако третьи железные ворота, по словам Юхана Видекинда, оказались нападающим не по зубам и они отступили, потеряв 20 человек.

## Ход осады
Вторая попытка началась в сентябре 1611 года, когда шведы, захватив Ладогу, вновь подтянули к Орешку значительные силы и блокировали к нему подступы. На этот раз захватчики решили брать крепость не штурмом, а голодной блокадой. Новый командующий осадой будущий фельдмаршал Эверт Горн после 30 ноября предложил осаждённым «хорошие условия» капитуляции. От горожан требовали подчиниться королевскому наместнику и принять шведский гарнизон. Но защищающие крепость стрельцы наотрез отказались обсуждать её сдачу. Более того, орешковцы, пользуясь потайной гаванью, на ладьях и лодках делали вылазки и нападали на шведов. Однако к апрелю 1612 года из-за нехватки продовольствия положение стало критическим. Наступил голод, стали свирепствовать болезни. Как писал Видекинд, из 1300 защитников осталось едва ли больше сотни, и 12 мая крепость была сдана.

## Последствия
Шведы, заняв крепость, укрепили её. Город был переименован в Нотебург и оставался в руках шведов до 1702 года, когда Пётр I взял крепость и переименовал её в Шлиссельбург.